# Giro del Friuli 1998
Il Giro del Friuli 1998, ventiquattresima edizione della corsa, si svolse il 12 maggio 1998 su un percorso di 200 km, con partenza da Aquileia e arrivo a Grado. La vittoria fu appannaggio dell'italiano Francesco Arazzi, che completò il percorso in 4h49'01", alla media di 41,52 km/h, precedendo i connazionali Endrio Leoni e Giancarlo Raimondi.

## Ordine d'arrivo (Top 10)
| Pos. | Corridore          | Squadra                        | Tempo    |
| ---- | ------------------ | ------------------------------ | -------- |
| 1    | Francesco Arazzi   | Ros Mary-Amica Chips           | 4h49'01" |
| 2    | Endrio Leoni       | Ballan                         | s.t.     |
| 3    | Giancarlo Raimondi | Brescialat                     | s.t.     |
| 4    | Massimo Strazzer   | Cantina Tollo-Alexia Alluminio | s.t.     |
| 5    | Ivan Quaranta      | Krka-Telekom Slovenije         | s.t.     |
| 6    | Simone Zucchi      | Amore & Vita-Forzarcore        | s.t.     |
| 7    | Gerrit Glomser     | Scrigno-Gaerne                 | s.t.     |
| 8    | Federico De Beni   | Riso Scotti-MG Maglificio      | s.t.     |
| 9    | Gino Paolini       | Amore & Vita-Forzarcore        | s.t.     |
| 10   | Marco Giroletti    | Mobilvetta Design-Northwave    | s.t.     |